# Запсонь
Запсонь (у 1946-1991 роках — Заставне) — село в Косоньській громаді Берегівського району Закарпатської області України. Населення становить 1799 осіб (станом на 2001 рік).

## Назва
Колишні назви населеного пункту — село «Забсол», «Запсол», «Запсон», «Заставне».

## Герб

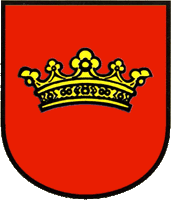
Реконструкція герба на основі печатки XIX ст.: "у червоному полі золота п'ятизубцева корона"

Щит із зеленою базою перетятий червоним і лазуровим. У першій частині золота графська корона, з якої виростають дві протиставлені золоті виноградні лози з таким же листям і срібними гронами. У другій частині срібна риба в стовп, що супроводжується з обох боків двома золотими протиставленими виникаючими очеретинами.

## Географія
Село розташоване на північному заході Берегівського району, за 12,3 кілометра від районного центру, фізична відстань до Києва — 613,1 км.
За 4 км від села знаходиться міжнародного пункту перетину державного кордону «Косонь-Барабаш». В селі знаходиться залізнична станція «Косини».[джерело?]
Центральноєвропейська геодезична дуга - об‘єкт який охороняється ЮНЕСКО, знаходиться в селі.

### Клімат
| Клімат Запсоня          | Клімат Запсоня | Клімат Запсоня | Клімат Запсоня | Клімат Запсоня | Клімат Запсоня | Клімат Запсоня | Клімат Запсоня | Клімат Запсоня | Клімат Запсоня | Клімат Запсоня | Клімат Запсоня | Клімат Запсоня | Клімат Запсоня |
| Показник                | Січ.           | Лют.           | Бер.           | Квіт.          | Трав.          | Черв.          | Лип.           | Серп.          | Вер.           | Жовт.          | Лист.          | Груд.          | Рік            |
| Середній максимум, °C   | 1,0            | 3,5            | 9,4            | 16,2           | 21,4           | 24,3           | 26,1           | 25,7           | 21,5           | 15,7           | 8,2            | 3,2            | 14,7           |
| Середня температура, °C | −2,4           | −0,1           | 4,7            | 10,7           | 15,6           | 18,6           | 20,2           | 19,8           | 15,8           | 10,4           | 4,8            | 0,4            | 9,9            |
| Середній мінімум, °C    | −5,7           | −3,6           | 0,1            | 5,2            | 9,8            | 13,0           | 14,4           | 13,9           | 10,2           | 5,2            | 1,5            | −2,3           | 5,1            |
| Норма опадів, мм        | 46             | 39             | 40             | 46             | 68             | 85             | 75             | 68             | 49             | 45             | 51             | 59             | 671            |
| ----------------------- | -------------- | -------------- | -------------- | -------------- | -------------- | -------------- | -------------- | -------------- | -------------- | -------------- | -------------- | -------------- | -------------- |
| Джерело:                |                |                |                |                |                |                |                |                |                |                |                |                |                |

## Історія
Перші письмові згадки про село датуються 1271 роком, де воно згадується як королівський маєток. У грамоті 1388 року фігурує як «Сабсол». Деякий час селом володіла родина з прізвищем Забсолі, в іншому варіані – Запсоні. Достеменно невідомо, чи виникла назва села від цього прізвища, або навпаки. Після згасання цієї родини селом володіли одночасно кілька землевласників: Матучінаї, Тарцаї, Буда та Лоньої.
У 1566 році село було знищене татарським набігом.
У XVI столітті населення села перейшло в реформатство, і можливо, до татарського набігу вже мало свою дерев'яну церкву, яка була знищена.
1797 року в селі вирішили побудувати кам'яну церкву, будівництво якої тривало до 1803 року, та здійснювалось коштами громади при допомозі родини землевласників Лоняї. Церква має характерні риси класицизму. У 1802 році мукачівський художник Амбруш Шандоргазі виконував у церкві настінні розписи, намалював кілька фресок. Ремонт церкви відбувся через 100 років після будівництва.
З 1797 року в церкві ведеться метрична книга села. Під час першої світової війни з церкви був конфіскований бронзовий дзвін.
У 1991 році біля церкви встановлено меморіальний пам'ятник на честь односельчан, загиблих у Другій світовій війні та жертвам сталінського режиму.
Церква внесена в перелік Пам'яток архітектури місцевого значення.

### Археологічні дослідження
У 1973—1975 роках на території села вчені Прут-Карпатської експедиції Інституту археології Академії наук УРСР відкрили урочище з трьома різними культурними шарами. Археологи датували їх епохою пізнього палеоліту (30-20 тисяч років тому), неоліту (V тис. до н. е.) та мідної доби (IV тис. до н. е.).
Урочище «Ководомб» досліджувалося В. С. Тітовим у 1974 році. Виявлено культурні шари алфелдської мальованої кераміки (неоліт), полгарської культури (енеоліт) та рубежу нашої ери.
В урочищі Мала Гора, ліворуч та праворуч від дороги Вузлове–Іванівка, знаходиться поселення Кріш-Старчевої культури яке у 1976—1977 роках досліджувалося Михайлом Потушняком. Виявлено два житла великих розмірів.
У 1982—1991 роках на території городища «Ководомб» велися розкопки під керівництвом Михайла Потушняка. Результати досліджень не зійшлися з результатами, отриманими під час розкопок 70-х років, вони відрізнялися, як в точках зору на розміри городища, так і в загальних питаннях його періодизації. Ці дослідження були більш ґрунтовними та масштабним, ніж перші. Городище було розкопано повністю, було вивчено понад 2 000 м². його площі. У цей період були виявлені та обстежені рови, і поселення було віднесено до категорії укріплених городищ. Наслідки широкомасштабних польових досліджень дозволили Потушняку виділити нову археологічну культуру доби середнього неоліту — культуру мальованої кераміки та накреслити етнокультурну ситуацію, що склалася за доби неоліту-енеоліту у північно-східному Потиссі.
Урочище з назвою «Ководомб» знаходиться у півтора кілометрах на південний схід від села, на куполоподібному пагорбі заввишки в три метри, що піднімається над болотистою місцевістю.
В урочищі знаходиться цінна археологічна пам'ятка — городище одного з найдавніших відомих укріплень на території України та найдавнішого укріпленого поселення на території Закарпаття. Часом виникнення цього поселення вважається період від кінця V до початку IV тисячоліття до нашої ери. Городище займало майданчик у вигляді кола площею близько 2 — 2,5 гектара. Площа поселення була обмежена та захищена двома кільцями палісаду — внутрішнього та зовнішнього. У просторі між двома палісадами був влаштований рів, у якого було вузьке або гострокутне дно. Глибина рову перевищувала 2 метри.
Всередині укріплень площа городища була розділена хрест-навхрест двома пересічними під прямим кутом «вулицями». Одна «вулиця» була орієнтована приблизно по осі північ-південь, інша — по осі захід-схід. Оселями служили напівземлянки. Вони будувалися неподалік один від одного і розміщувалися в 2 ряди, витягнутих по осі захід-схід. Поруч з житлами, а так само на іншій вільній площі городища розміщувалися ями різного побутового та господарського призначення. В цілому на території городища було виявлено 132 господарсько-побутових об'єктів.

## Населення
Станом на 1989 рік у селі проживали 1775 осіб, серед них — 876 чоловіків і 899 жінок.
За даними перепису населення 2001 року у селі проживали 1799 осіб. Рідною мовою назвали:
| Мова       | Кількість осіб | Відсоток |
| ---------- | -------------- | -------- |
| угорська   | 1696           | 94,27 %  |
| українська | 94             | 5,23 %   |
| російська  | 8              | 0,44 %   |
| інші       | 1              | 0,06 %   |

## Політика
Голова сільської ради — Бочкої Василь Васильович, 1958 року народження, вперше обраний у 2006 році. Інтереси громади представляють 14 депутатів сільської ради:
| Партія                        | Кількість депутатів | Відсоток |
| ----------------------------- | ------------------- | -------- |
| самовисування                 | 12                  | 85,71 %  |
| «КМКС» Партія угорців України | 2                   | 14,29 %  |

На виборах у селі Запсонь працює окрема виборча дільниця, розташована в приміщенні будинку культури. Результати виборів:
- Вибори Президента України 2004 (перший тур): 1010 виборців взяли участь у голосуванні, з них за Віктора Януковича — 60,79 %, за Віктора Ющенка — 23,76 %, за Олександра Яковенка — 3,66 %[13].
- Вибори Президента України 2004 (другий тур): 884 виборці взяли участь у голосуванні, з них за Віктора Януковича — 59,39 %, за Віктора Ющенка — 33,03 %[14].
- Вибори Президента України 2004 (третій тур): зареєстровано 1357 виборців, явка 51,14 %, з них за Віктора Ющенка — 57,49 %, за Віктора Януковича — 36,74 %[15].
- Парламентські вибори 2006: зареєстровано 1317 виборців, явка 67,27 %, найбільше голосів віддано за Партію регіонів — 19,98 %, за блок Наша Україна — 18,17 %, за Блок Юлії Тимошенко — 18,06 %[16].
- Парламентські вибори 2007: зареєстровано 1343 виборці, явка 51,45 %, найбільше голосів віддано за блок Наша Україна — Народна самооборона — 29,96 % за Соціалістичну партію України — 27,50 %, за Партію регіонів — 16,64 %[17].
- Вибори Президента України 2010 (перший тур): зареєстровано 1362 виборці, явка 47,80 %, найбільше голосів віддано за Віктора Януковича — 52,84 %, за Юлію Тимошенко — 11,06 %, за Арсенія Яценюка — 11,06 %[18].
- Вибори Президента України 2010 (другий тур): зареєстровано 1364 виборці, явка 53,30 %, з них за Віктора Януковича — 72,90 %, за Юлію Тимошенко — 23,11 %[19].
- Парламентські вибори 2012: зареєстровано 1343 виборці, явка 41,85 %, найбільше голосів віддано за Партію регіонів — 55,16 %, за Всеукраїнське об'єднання «Батьківщина» — 13,35 % та УДАР — 13,17 %.[20] В одномандатному окрузі найбільше голосів отримав Гейза Гулачі («КМКС» Партія угорців України) — 47,11 %, за Вячеслава Шутка (Партія регіонів) — 24,66 %, за Віктора Балогу (Єдиний Центр) — 19,39 %[21].
- Вибори Президента України 2014: зареєстровано 1354 виборці, явка 44,90 %, з них за Петра Порошенка — 73,68 %, за Юлію Тимошенко — 8,39 %, за Анатолія Гриценка — 3,95 %[22].
- Парламентські вибори в Україні 2014: зареєстровано 1357 виборців, явка 47,38 %, найбільше голосів віддано за Блок Петра Порошенка — 60,81 %, за Всеукраїнське аграрне об'єднання «Заступ» — 7,62 % та партію «Сильна Україна» — 6,69 %.[23] В одномандатному окрузі найбільше голосів отримав Віктор Балога (самовисування) — 59,10 %, за Вячеслава Романа (Сильна Україна) проголосували 9,95 %, за Олександра Гокса (Всеукраїнське об'єднання «Батьківщина») — 8,40 %[24].
- Вибори Президента України 2019 (перший тур): зареєстровано 1337 виборців, явка 27,82 %, найбільше голосів віддано за Володимира Зеленського — 49,46 %, за Юрія Бойка — 17,20 %, за Олександра Вілкула — 8,33 %[25].
- Вибори Президента України 2019 (другий тур): зареєстровано 1333 виборці, явка 32,26 %, найбільше голосів віддано за Володимира Зеленського — 96,05 %, за Петра Порошенка — 2,09 %[26].

## Транспорт
Через село проходять територіальні автомобільні дороги Т 0707 і Т 0731. Також тут розташована лінійна пасажирська залізнична станція «Косини», де зупиняються приміські поїзди.

## Відомі уродженці
- Брензович Василь Іванович (1964) — український політик, депутат Верховної Ради України 8-го скликання.

## Туристичні місця
- Центральноєвропейська геодезична дуга - об‘єкт який охороняється ЮНЕСКО, знаходиться в селі.
- меморіальний пам'ятник на честь односельчан, загиблих у Другій світовій війні та жертвам сталінського режиму
- 1797 року в селі вирішили побудувати кам'яний храм
-  урочище з трьома різними культурними шарами. Археологи датували їх епохою пізнього палеоліту (30-20 тисяч років тому), неоліту (V тис. до н. е.) та мідної доби (IV тис. до н. е.).
- Урочище «Ководомб». Виявлено культурні шари алфелдської мальованої кераміки (неоліт), полгарської культури (енеоліт) та рубежу нашої ери.
- В урочищі Мала Гора, ліворуч та праворуч від дороги Вузлове–Іванівка, знаходиться поселення Кріш-Старчевої культури . Виявлено два житла великих розмірів.
- на території городища «Ководомб» велися розкопки. Городище було розкопано повністю, було вивчено понад 2 000 м². його площі. У цей період були виявлені та обстежені рови, і поселення було віднесено до категорії укріплених городищ. Наслідки широкомасштабних польових досліджень дозволили Потушняку виділити нову археологічну культуру доби середнього неоліту — культуру мальованої кераміки та накреслити етнокультурну ситуацію, що склалася за доби неоліту-енеоліту у північно-східному Потиссі. В урочищі знаходиться цінна археологічна пам'ятка — городище одного з найдавніших відомих укріплень на території України та найдавнішого укріпленого поселення на території Закарпаття. Часом виникнення цього поселення вважається період від кінця V до початку IV тисячоліття до нашої ери. Городище займало майданчик у вигляді кола площею близько 2 — 2,5 гектара. Площа поселення була обмежена та захищена двома кільцями палісаду — внутрішнього та зовнішнього. У просторі між двома палісадами був влаштований рів, у якого було вузьке або гострокутне дно. Глибина рову перевищувала 2 метри.